# Gilley’s Club
Gilley’s — хонки-тонк-бар, основанный в 1971 году американским кантри-исполнителем Мики Гилли в Пасадине, Техас. Совладельцем Gilley’s являлся Шервуд Крайер; он заведовал многими клубами в Пасадене.
Gilley’s представлял собой огромное здание с гофрированной стальной крышей, которое включает бары и механических быков. Они связаны между собой небольшой родео-ареной, на которой по пятничным и субботним вечерам проходили мотокроссы.
Бар занимает центральное место в фильме 1980 года «Городской ковбой», с Джоном Траволтой в главной роли.

## История
Гилли и Крайер познакомились в баре, принадлежащем Крайеру и тот предложил открывать вновь этот бар, но уже совместно. Названием стала фамилия Гилли, он же и настоял на реконструкции помещения. Клуб Gilley’s был открыт в 1971 году на шоссе Спенсера в Пасадине.
Гилли выступал в клубе шесть вечеров в неделю. Также в клубе выступали такие именитые музыканты, как Вилли Нельсон, Стиви Рэй Вон, кузен Гилли Джерри Ли Льюис, Джордж Джонс, Хэнк Уильямс-младший, Конвей Твитти и другие.
В своё время клуб стал очень популярен благодаря инновации, придуманной Крайером. В Нью-Мексико он купил механического быка, названного Эль Торо, по цене, намного меньше начальной. После выпуска фильма «Городской ковбой», действие которого происходило в основном в баре с использованием быка, клуб стал ещё более популярен. Был запущен собственный пивной бренд, радио-передача и студия звукозаписи. Клуб стал самым огромным ночным заведением в мире, попав в книгу рекордов Гиннеса. Площадь клуба была 48 000 квадратных футов (4 500 м²) и вмещала 6000 человек. Клуб был открыт 7 дней в неделю с 10 часов утра до 2 часов ночи. В клубе находились десятки бильярдных столов, множество автоматов для игры в пинбол, столов для армрестлинга, механических быков, лошадей и телят.
Одним из частых посетителей Gilley’s стал журналист Аарон Лэтам, которого Крайер попросил сделать заметку о клубе. Он написал статью «Баллада об городском ковбое Америки в поисках настоящего мужества» («The Ballad of the Urban Cowboy America’s Search for 'True Grit'»), которая попала на главную полосу сентябрьского номера журнала Esquire за 1978 год. Эта статья была адаптирована Лэтамом и Джеймсом Бриджесом под сценарий фильма. И, 6 июня 1980 года в прокат был выпущен фильм «Городской ковбой», снятый Бриджесом, главные роли в котором исполнили Джон Траволта и Дебра Уингер. Фильм имел ошеломительный успех и возродил интерес к музыке кантри, и к ковбойской тематике в целом. Саундтрек, в который вошли две песни исполненные Гилли, также имел успех и занял 3 позицию в чарте Billboard 200.
В 1989 году Гилли решил прекратить своё партнёрство с Крайером. В конце года клуб закрылся и началась судебная борьба за владение им. 5 июля 1990 года интерьер клуба охватил пожар, уничтоживший главное помещение. Некоторые люди обвинили в поджёге Крайера, но тот всё отрицал. Арена-родео и несколько стойл для домашнего скота остались единственными сохранившимися сооружениями, пока в 2006 году не были снесены новым владельцем Пасадинским Независимым Школьным Округом. Теперь из всего комплекса осталась лишь старая звукозаписывающая студия.
2 октября 2003 года, Gilley’s был открыт на новом месте, в метроплексе Даллас—Форт-Уэрт. Новый клуб содержит главное помещение площадью в 26,000 квадратных футов (2,400 м²) и оригинального механического быка Эль Торо. Общая площадь нового клуба составляет 91,000 квадратных футов (8,500 м²), отведённых под ресторан, концертную площадку и различные частные помещения.